# باشگاه والیبال دینامو آپلدورن
باشگاه والیبال دینامو آپلدورن (انگلیسی: Dynamo Apeldoorn) یک باشگاه مستقر در اپلدورن، هلند است. دینامو در لیگ هلند و لیگ قهرمانان والیبال اروپا به رقابت می‌پردازد. ورزشگاه این تیم اومنی اسپورت واقع در آپلدرون است.

## دست‌آوردها
- قهرمانی:
- لیگ والیبال هلند:

۱۹۹۱، ۱۹۹۳، ۱۹۹۴، ۱۹۹۵، ۱۹۹۶٬۱۹۹۷٬۱۹۹۹، ۲۰۰۱، ۲۰۰۳، ۲۰۰۷
- جام حذفی والیبال هلند:

۱۹۹۳، ۱۹۹۴، ۱۹۹۶، ۲۰۰۰، ۲۰۰۲، ۲۰۰۸
- سوپر کاپ والیبال هلند :

۱۹۹۳، ۱۹۹۵٬۱۹۹۶، ۲۰۰۰، ۲۰۰۱، ۲۰۰۷
- جام کنفدراسیون والیبال اروپا:

۲۰۰۳